# James Campbell
Sir James Campbell (1680? – 11. května 1745, Fontenoy, Belgie, padl v bitvě) byl skotský šlechtic a britský generál. Od mládí sloužil v armádě a bojoval v dynastických válkách 18. století, zastával také hodnosti u dvora a byl i poslancem Dolní sněmovny. Jako vrchní velitel britského jezdectva padl v bitvě u Fontenoy.

## Životopis
Pocházel ze starobylého skotského klanu Campbellů, patřil k linii hrabat z Loudounu. Narodil se jako třetí a nejmladší syn Jamese Campbella, 2. hraběte z Loudounu. Studoval v Glasgow a již v mládí vstoupil do armády, v roce 1702 se připomíná jako kapitán ve válce o španělské dědictví. Pod velením Evžena Savojského a vévody z Marlborough se vyznamenal jezdeckým útokem v bitvě u Malplaquet (1709). V této válce dosáhl později hodnosti plukovníka (1711), od roku 1727 byl komořím krále Jiřího II. Zároveň zasedal v Dolní sněmovně, v letech 1727–1741 byl poslancem za skotské hrabství Ayrshire, politicky patřil k whigům. Mezitím dosáhl hodnosti brigádního generála (1735) a od roku 1738 až do smrti zastával funkci guvernéra v Edinburghu. V roce 1739 byl povýšen na generálmajora a poté patřil k významným britským vojevůdcům během války o rakouské dědictví. V hodnosti generálporučíka (1742) a velitele jezdectva doprovázel krále Jiřího II. do Německa. Vyznamenal se v bitvě u Dettingenu, následně byl dekorován Řádem lázně a obdržel nárok na titul Sir (1743). Jako vrchní velitel britského jezdectva padl v počáteční fázi bitvy u Fontenoy.
Jeho manželkou byla Jane Boyle († 1729) ze skotsko-irského rodu hrabat z Glasgow. Jejich syn James Mure-Campbell (1726–1786) dosáhl v armádě hodnosti generálmajora a později po bratranci zdědil titul hrabat z Loudounu.